# LOVB Atlanta
La LOVB Atlanta è una franchigia femminile pallavolistica statunitense, con sede a Atlanta (Georgia): milita nella League One Volleyball.

## Storia
La LOVB Atlanta viene fondata nel marzo 2023, come una delle prime due squadre della neonata League One Volleyball. 

## Rosa 2025
| N° | Nome                | Ruolo | Data di nascita  | Nazionalità sportiva |
| -- | ------------------- | ----- | ---------------- | -------------------- |
| 2  | Piyanut Pannoy      | L     | 10 novembre 1989 | Thailandia           |
| 3  | Marta Bechis        | P     | 4 settembre 1989 | Italia               |
| 4  | Jessica Rivero      | S     | 15 marzo 1995    | Spagna               |
| 8  | Kayla Haneline      | C     | 7 aprile 1994    | Stati Uniti          |
| 9  | Iga Chojnacka       | C     | 7 aprile 1994    | Polonia              |
| 10 | Madison Bugg        | P     | 4 agosto 1994    | Stati Uniti          |
| 11 | Onye Ofoegbu        | C     | -                | Stati Uniti          |
| 12 | Rachel Fairbanks    | P     | 5 luglio 2003    | Stati Uniti          |
| 13 | McKenzie Adams      | S     | 13 febbraio 1992 | Stati Uniti          |
| 14 | Tia Jimerson        | C     | 30 giugno 1999   | Stati Uniti          |
| 15 | Magdaléna Jehlářová | C     | 16 gennaio 2000  | Rep. Ceca            |
| 16 | Beatrice Negretti   | L     | 16 novembre 1999 | Italia               |
| 17 | Tessa Grubbs        | O     | 10 agosto 1998   | Stati Uniti          |
| 20 | Danielle Cuttino    | O     | 22 giugno 1996   | Stati Uniti          |
| 23 | Kelsey Robinson     | S     | 25 giugno 1992   | Stati Uniti          |
| 77 | Giovanna Milana     | S     | 13 giugno 1998   | Stati Uniti          |